# Atherigona ramu
Atherigona ramu är en tvåvingeart som beskrevs av Adrian C. Pont 1988. Atherigona ramu ingår i släktet Atherigona och familjen husflugor. Inga underarter finns listade i Catalogue of Life.